# Jean-Claude Genty
Jean-Claude Genty (* 17. Februar 1945 in Lancé) ist ein ehemaliger französischer Radrennfahrer.

## Sportliche Laufbahn
Genty war im Straßenradsport aktiv. Als Amateur siegte er 1967 in der Tour du Loir-et-Cher mit einem Etappensieg vor Bernard Van Der Linde. Er wurde in jener Saison Dritter in den Einzelzeitfahren Grand Prix de France und Grand Prix des Nationes amateurs. 1968 wurde er Berufsfahrer im Radsportteam Bic und blieb bis 1974 als Radprofi aktiv. 1969 siegte er im Eintagesrennen Omloop van het Waasland. Er holte Etappensiege im Critérium du Dauphiné 1970 und in der Katalonien-Rundfahrt 1971. 1971 wurde er hinter Frans Verbeek Zweiter in der Tour du Haut-Var und Dritter im Grand Prix d’Aix-en-Provence.
Die Tour de France bestritt er viermal. 1970 schied er aus, 1971 wurde er 39., 1972 64. und 1973 27. im Endklassement. In der Vuelta a España kam er 1970 auf den 46. Platz, 1972 schied er aus.